# Voyage sans retour (nouvelle)
Pour les articles homonymes, voir Voyage sans retour.
Voyage sans retour (titre original : One-Way Journey) est une nouvelle dramatique de science-fiction de Robert Silverberg.

## Publications
Depuis sa parution en 1957 jusqu'en 2012, elle a été publiée, uniquement pour les États-Unis et la France, dans une douzaine de recueils de nouvelles ou d'anthologies, sans compter les éventuelles publications en Amérique Latine, Afrique ou Asie.

### Publications aux États-Unis
La nouvelle est parue aux États-Unis en novembre 1957 sous le titre OOne-Way Journey dans le magazine Infinity Science Fiction.

### Publications en France
La nouvelle est parue en langue française en 2002, aux éditions Flammarion, dans le recueil Le Chemin de la nuit avec une traduction de Corinne Fisher ; elle est rééditée en 2004 lorsque le recueil est paru en format poche ; elle est l'une des 124 meilleures nouvelles de Silverberg sélectionnées pour l'ensemble de recueils Nouvelles au fil du temps, dont Le Chemin de la nuit est le premier tome.

### Publications en Allemagne
La nouvelle a été publiée en Allemagne :
- en 1976 sous le titre Geburtshelfer ;
- en 1977 sous le titre Schmerzhafte Wiedergeburt.

## Thème
La science-fiction n'est que le prétexte pour l'auteur d'évoquer un sujet philosophique relatif à la vérité : peut-on tout dire aux gens ? peut-on vouloir faire le bonheur des gens malgré eux ? vouloir faire le bonheur des gens malgré eux ne crée-t-il pas leur malheur ?

## Résumé
L'expédition spatiale terrienne qui vient de se poser sur la planète Kollidor est dirigée par le commandant Leon Warshow.
Or celui-ci a un « problème de ressource humaine » : un de ses hommes, le spationaute Falk, a décidé de démissionner et de rester sur la planète pour vivre avec une autochtone extraterrestre prénommée Thetona dont il est, dit-il, tombé amoureux.
Le commandant a une discussion avec Falk, qui lui explique ses motivations et qui affirme que rien ni personne ne le fera changer d'avis.
Puis le commandant, après cet entretien, décide d'aller rencontrer Thetona hors la présence de Falk. Il discute avec elle et apprend qu'elle a fait sa connaissance alors que Falk, dans la rue, pleurait comme un enfant et semblait très malheureux.
Trouvant cela bizarre, le commandant convoque de nouveau Falk et ordonne au médecin du vaisseau de le droguer de telle manière que l'inconscient de Falk puisse être analysé.
On apprend alors que Falk était orphelin et qu'il a été élevé depuis sa tendre enfance par un oncle qui ne l'aimait pas. Il est entré jeune dans le corps des spationautes, et il a toujours recherché l'amour de sa mère. Quand il a rencontré Thetona, il était en détresse affective, et Thetona a psychiquement remplacé la mère absente. Il n'est donc pas réellement tombé amoureux de la Kollidorienne mais a trouvé en elle un substitut maternel qu'il recherchait depuis l'enfance. 
Thetona est cherchée et comparaît devant le commandant, tandis que Falk est réveillé et purgé du produit toxique. On leur présente ensuite l'enregistrement vidéo qui a été fait. Falk découvre alors la vérité sur son inconscient et le fait que Thetona représentait un substitut maternel.
Particulièrement ébranlé, Falk annonce à Thetona qu'il ne va pas rester avec elle et qu'il va rentrer sur Terre avec les autres membres du vaisseau.
Sur un ton brutal, Falk déclare au commandant que même si des problèmes psychiques le poussaient à rester avec la Kollidorienne, il se trouvait en fin de compte heureux de cet état et de ne pas savoir pourquoi il était heureux. Maintenant, par son opération d'investigation de son inconscient, le commandant « a bousillé tout ça, irréparablement ».
Thetona retourne seule chez elle, infiniment triste.